# GOLDEN☆BEST 小林旭
『GOLDEN☆BEST 小林旭』（ゴールデン☆ベスト こばやしあきら）は、小林旭のベストアルバム。2003年11月26日発売。発売元はユニバーサルミュージック。

## 解説
各レコード会社から発売されているゴールデン☆ベストシリーズの中の1枚で、主に、1970年代から1980年代の代表曲を収録。ただし、「昔の名前で出ています」やM-17からM-20等をはじめとする代表曲の多くは、レコード会社の移籍を繰り返した経緯もあり、リテイク・ヴァージョンでの収録となっている。
『第37回NHK紅白歌合戦』と『第45回NHK紅白歌合戦』で歌われた、「熱き心に」を収録。NHK紅白には1970年代、1980年代、1990年代と3つの年代（Decade）での出演を果たしている。
歌詞カード冒頭は、2ページに渡って音楽ライターによるライナーノーツ付。なお2004年8月25日には、マイトガイと呼ばれ、映画を中心に活躍していた頃の楽曲を中心に収録した『GOLDEN☆BEST 小林旭 マイト・ガイ・デラックス』（2枚組）もリリースされた。こちらは日本クラウンより発売。
本アルバムのリリースから程なくデビュー50周年を迎え、過去に所属したレコード会社からそれぞれ「コンプリート・シングルズ」や往年の主演映画DVDがリリースされた。

## 収録曲
1. 熱き心に　
  - 第37回・第45回NHK紅白歌合戦 歌唱曲
2. 北帰行
3. 北へ
4. 惜別の唄
5. ゴンドラの唄
6. ついて来るかい
7. 昔の名前で出ています　
  - 第28回NHK紅白歌合戦 歌唱曲
8. ごめんね
9. 純子
10. もう一度一から出なおします
11. 水たまり
12. さすらいの道
13. オロロン慕情
14. 青春挽歌
15. ハーモニカの詩
16. アキラのさらばシベリア鉄道
  - 作曲者の大滝詠一や太田裕美の歌唱で広く知られる楽曲のカヴァー。
17. 自動車ショー歌
18. 恋の山手線
19. アキラのダンチョネ節
20. アキラのズンドコ節

## 関連人物
- 阿久悠
- 大滝詠一